# Ewiva
Ewiva è stato un programma televisivo italiano andato in onda il mercoledì in prima serata su Canale 5 nel 1988 per due puntate, il 10 e il 17 febbraio, con la conduzione di Milly Carlucci.

## La trasmissione
Si trattava di un varietà ideato da Italo Terzoli e Enrico Vaime, con la conduzione di Milly Carlucci affiancata in ogni puntata da un personaggio diverso (si susseguirono Gigi Proietti nella prima puntata e Roger Moore nella seconda).
La trasmissione era prevalentemente incentrata sul racconto di esperienze vissute da persone comuni, ospiti della trasmissione che raccontavano le loro storie ispirate al tema della puntata (le tematiche previste erano l'amore, i viaggi, la donna, il piacere, l'uomo e la natura).
Erano presenti anche dei momenti di ballo, animati da un gruppo composto esclusivamente da nove primi ballerini coreografati da Perry Moore, e musicali, gestiti dal gruppo di vocalist "Bluesacchiotti", diretti da Rodolfo Grieco che curava la parte musicale del programma.
Ampio spazio veniva dato inoltre a comici esordienti, che avevano così la possibilità di debuttare in prima serata: Mimmo Mancini, Roberto Raciti, Rocco Papaleo, Lino Pannofino e Maria Paiato.

### Accoglienza e critica
Della trasmissione era prevista la realizzazione di sei puntate, ognuna dal costo di 800 milioni di lire, ma fu sospesa dopo due puntate a causa dei risultati Auditel ottenuti, ritenuti insoddisfacenti (appena 2.200.000 spettatori, pari al 9,42% di share, ai minimi storici per il varietà televisivo), in comune accordo tra Milly Carlucci, la conduttrice, e Silvio Berlusconi, editore dell'emittente. Fu il primo varietà italiano ad essere interrotto in anticipo rispetto al regolare ciclo di puntate previste, in base al responso sui dati rilevati dal sistema citato, che era stato introdotto in Italia poco più di un anno prima, alla fine del 1986.
Carlucci diede la responsabilità dell'insuccesso ai pochi ospiti di cui lo spettacolo ha avuto la possibilità di disporre, a causa di una controversia tra Fininvest e un'associazione di cantanti; un'altra causa degli scarsi ascolti, secondo la conduttrice, fu la scelta di trasmettere la trasmissione di mercoledì e non al venerdì, come da abitudine per i varietà in Italia, da parte del direttore delle produzioni Fininvest, Vittorio Giovanelli.
La critica televisiva, pur riconoscendo alla trasmissione di aver anticipato nei tempi l'utilizzo dei cosiddetti "casi umani" nelle trasmissioni televisive, si espresse negativamente nei confronti del programma, imputando le cause del suo insuccesso anche ad un generale disinteresse del pubblico nei confronti del varietà televisivo in quella stagione televisiva.